# Den milde smerte
Den milde smerte er en dansk spillefilm fra 2014 med instruktion og manuskript af Carsten Brandt. 

## Handling
Under en snestorm kæmper en filminstruktør sig frem til et hus som har tilhørt en verdensberømt afdød forfatter (Thorkild Hansen). Han bryder ind og stjæler et omfattende materiale som han isolerer sig med, i nogle efterårsmåneder, i en lille biograf i Sverige. I disse måneder kæmper instruktøren desperat for at få hold på dette enorme materiale, så det kan blive til den poetiske og smertefulde film, han i så mange år har drømt om at lave. Et materiale, som er optagelser fra Paris i 50'erne, fra Italien, Comosøen, fra Ægypten og den lille ørken "Failika" i Den Persiske Bugt.